# Parroquias de Ventanas
En el cantón de Ventanas, la división administrativa está dada en parroquias.
Actualmente el cantón se divide en 3 parroquias a nivel rural y 2 parroquias urbanas que conforman la cabecera cantonal o ciudad de Ventanas.

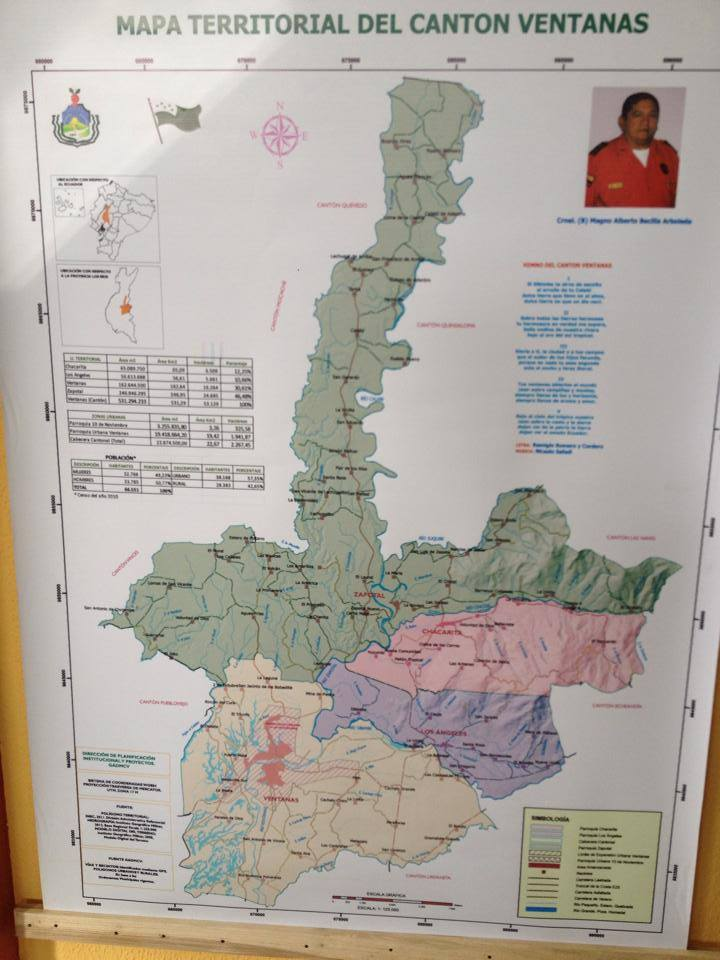
Parroquias de Ventanas

## Parroquias Urbanas
Ventanas es el centro urbano más importante del cantón con 9,61 km² de superficie urbana. Su configuración urbana está determinada por el río Zapotal que atraviesa la ciudad y la divide en dos parroquias urbanas.
Actualmente la ciudad está dividida en dos parroquias urbanas, con sus respectivos barrios que son: 

### Parroquia Ventanas

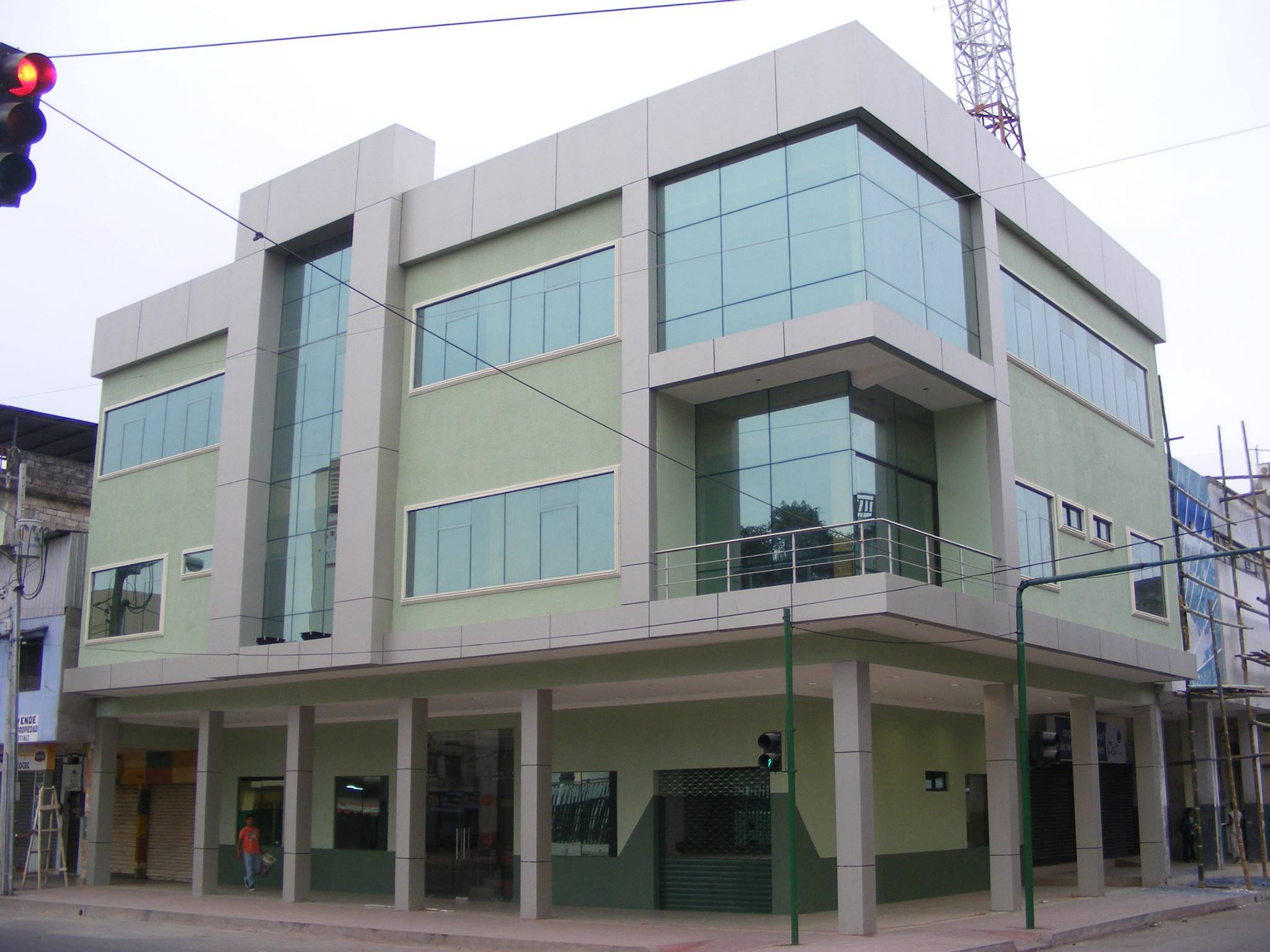
Sede de la Alcaldía de Ventanas, en la parroquia Ventanas

Está formada por la zona sur del río Zapotal, en esta parroquia se encuentran el centro y el sur de la ciudad. En el centro se concentra la actividad comercial de la ciudad, aquí se encuentran la alcaldía y el malecón. El sur de la ciudad empieza desde la calle Assad Bucaram, en esta parte se concentran los barrios suburbanos de la ciudad.
En esta parroquia se ha categorizado 2 zonas para un mejor estudio y ordenamiento territorial de la población de la siguiente manera:
- La zona 1 (centro) es de categoría comercial
- La zona 2 (sur) es de categoría residencial
- La zona 6 (sur) es de categoría urbano-marginal

| Zona | Barrios |  |
| ---- | --- |  |
| 1    | Centro. |  |
| 2    | San Vicente, La Gloria, El Prado, Nueva Ventanas, Bellavista, América Campuzano.                              |  |
| 6    | Nueva Esperanza, Divino Niño, La Primavera, Manuel Vera 2, Un Solo Toque, Nuevo Asentamiento, Carlos Carriel. |  |

### Parroquia 10 de Noviembre

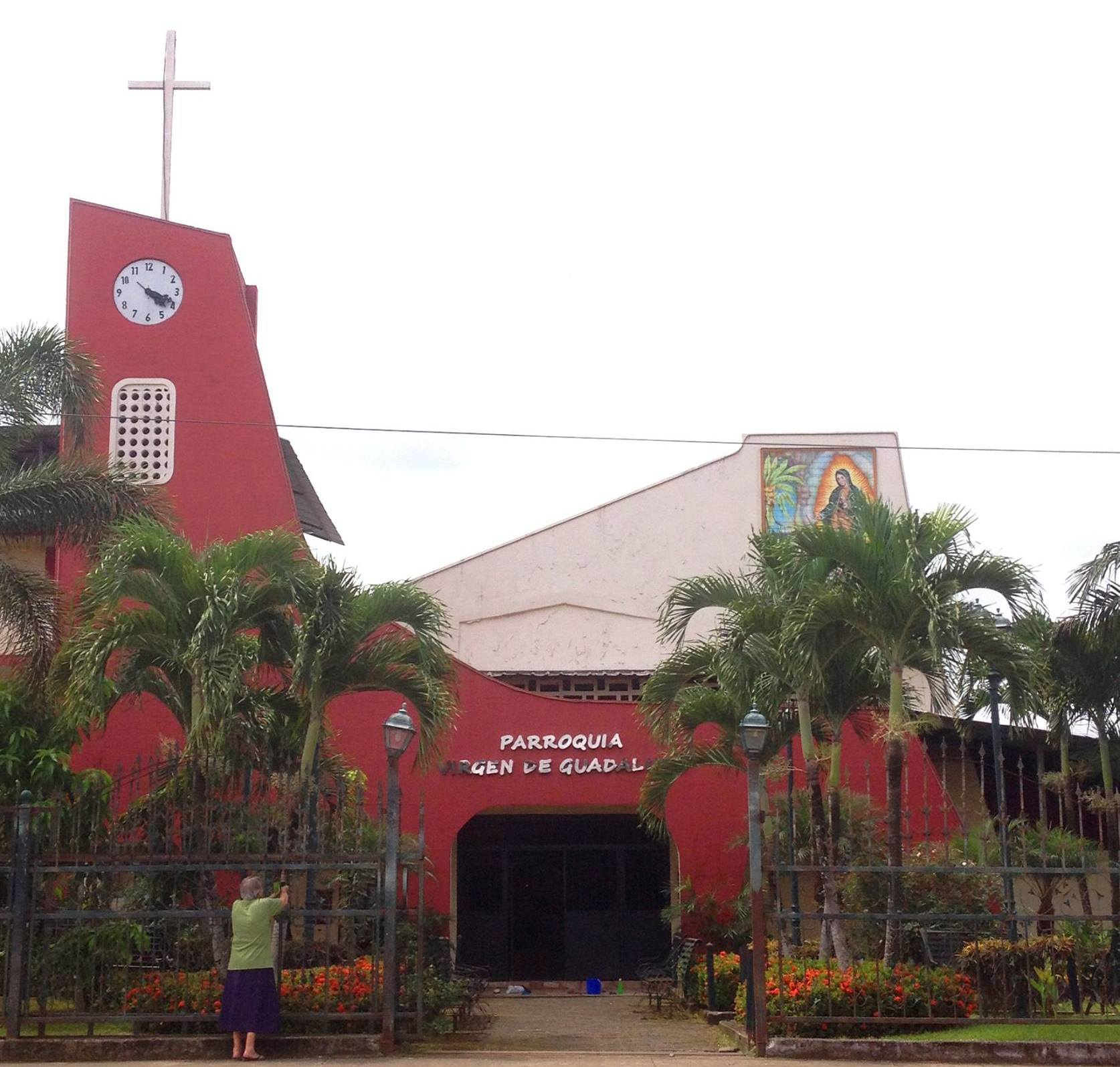
Iglesia de Nuestra Señora de Guadalupe en la parroquia 10 de Noviembre

Está formada por la zona norte del río Zapotal. Tiene aproximadamente 15 mil habitantes y la mayoría de sus moradores se dedica al comercio y a actividades agrícolas. En esta parroquia está ubicada la zona industrial de la ciudad y barrios residenciales como las ciudadelas 10 de Noviembre, El Mirador, Las Palmeras, Los Girasoles y Loma Grande. En esta parroquia la densidad poblacional es alta y tiene mayores probabilidades de crecimiento a futuro.
En esta parroquia se ha categorizado 7 zonas para un mejor estudio y ordenamiento territorial de la población de la siguiente manera:
- La zona 3 es de categoría residencial-suburbana
- Las zonas 4a, 4b y 4c son de categoría industrial
- Las zonas 5, 5a y 5b son de categoría residencial

| Zona | Barrios |  |
| ---- | --- |  |
| 3    | La Paz de Dios, Jaime Roldós Aguilera, Juan Montesdeoca, 24 de Mayo, 20 de Noviembre, Manuel Vera 2, 10 de Noviembre, El Rosado, Los Choferes, El Mirador, Las Palmeras. |  |
| 4a   | Zona Industrial, Brisas de Ventanas. |  |
| 4b   | Zona Industrial. |  |
| 4c   | Zona Industrial. |  |
| 5    | Los Girasoles, Nuevos Girasoles, Naomi Rubio. |  |
| 5a   | Loma Grande, Ventanas Tenis Club, 5 de agosto, San Jacinto, Bélgica Chamorro.                                                                                            |  |
| 5b   | La Quinta. |  |

## Parroquias Rurales

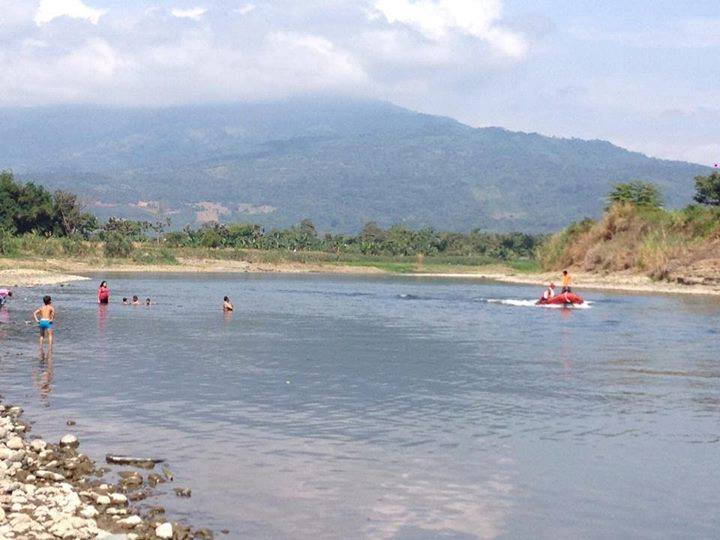
Playas de la parroquia Zapotal

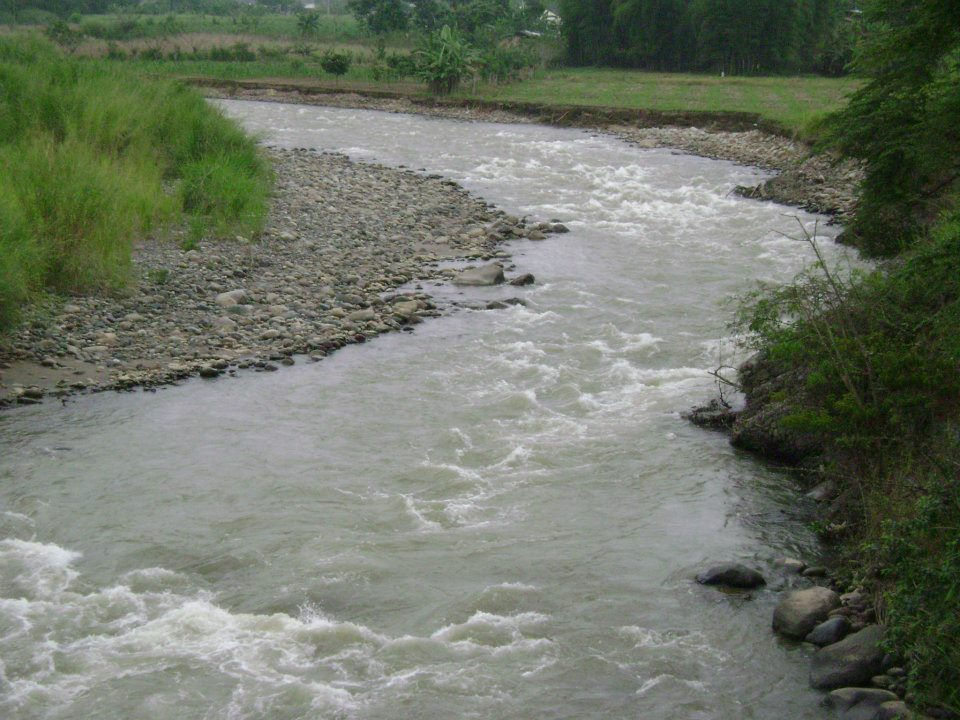
Río Oncebí en la parroquia Chacarita

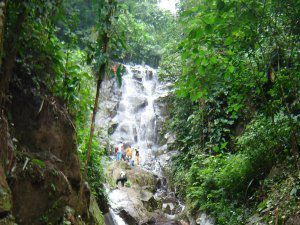
Cascada en la parroquia Los Ángeles

| División territorial/parroquia                                                                                           | Superficie (km²) | Población (hab.) |  |
| --- | ---------------- | ---------------- |  |
| Área urbana | 162,64           | 49 009           |  |
| Zapotal | 168,25           | 18 368           |  |
| Chacarita | 65,09            | 3 101            |  |
| Los Ángeles | 56,61            | 2 733            |  |
| Total cantón | 533,29 km²       | 73 211 hab.      |  |
| Datos proporcionados por el Instituto Nacional de Estadísticas y Censos sobre el Censo de Población y Vivienda del 2022. |                  |                  |  |

### Parroquia Zapotal
Es la parroquia más extensa del cantón Ventanas (168,25 km²), y la más poblada de las parroquias rurales (18.368 habitantes); fue creada el 12 de octubre de 1852. Las fiestas patronales se realizan en honor a San Rafael el 24 de octubre.
Esta poblada parroquia cuenta con aproximadamente 62 recintos, y sus principales barrios son: Las Ficus, Las Malvinas, Las Palmas, Callejón, Los Almendros y Zapotalillo. Limita con la provincia de Bolívar.

### Parroquia Chacarita
Tiene una población estimada de 3.101 habitantes y una extensión de 65,09 km².
Esta parroquia fue creada el 11 de julio de 2011 por segregación de la parroquia Zapotal.

### Parroquia Los Ángeles
Asentada en un valle, a orillas del río Sibimbe, rodeada de cascadas, ríos, y con la Cordillera de los Andes como telón de fondo, su población bordea los 2.733 habitantes repartidos en caseríos y una extensión de 56,61 km². 
En el recinto San Jacinto tras una caminata de 45 minutos se llega a la cascada San Jacinto. En la zona existen aves como colibrí, pájaros carpinteros, ardillas, conejos, iguanas, peces, como bocachico, dama, barbudo y vieja.